# فابریس بلارد
فابریس بلارد (به انگلیسی: Fabrice Bellard) یک برنامه‌نویس رایانه است که بیشتر به خاطر ایجاد و خلق کردن پروژه‌های اف‌اف‌امپگ و کیمو (به انگلیسی: QEMU) شناخته می‌شود. بلارد به غیر از این دو پروژه، برنامه‌های دیگری را هم توسعه داده است که می‌توان به یک کامپایلر زبان سی به نام تینی سی کامپایلر (کامپایلر کوچک سی) اشاره کرد. او در سال ۱۹۷۲ در شهر گرونوبل فرانسه به دنیا آمد و در اوسی جوفر (مونتپلیر) به مدرسه رفت و وقتی که ۱۷ سالش بود، یک برنامه فشرده‌سازی معروف به نام LZEXE نوشت که فایل‌های اجرایی را فشرده می‌کرد. فابریس بلارد موفق شد دو بار برنده مسابقه بین‌المللی کد مبهم سی شود. در سال ۲۰۰۰، او در قسمت «خاص‌ترین خروجی» برنده این جایزه شد. فابریک در آن سال برنامه‌ای نوشته بود که تبدیل سریع فوریه را پیاده‌سازی می‌کرد و از آن برنامه برای محاسبه بزرگترین عدد اول شناخته شده، 2^6972593-1‎ استفاده کرد. در سال ۲۰۰۱ هم او در قسمت «بهترین سوءاستفاده از قوانین»، به خاطر نوشتن یک کامپایلر کوچک زبان سی برای لینوکس ۳۲بیتی (کد منبع آن حدود سه کیلوبایت حجم داشت) برنده این جایزه شد. در سال ۲۰۰۴، او یک بوت لودر کوچک به نام TinyCC نوشت که می‌توانست در کمتر از ۱۵ ثانیه یک هسته لینوکس را از روی کد منبع کامپایل کرده و سپس آن را بارگذاری کند. در سال ۲۰۰۵، او سیستمی طراحی کرد که با تولید مستقیم یک سیگنال VHF از یک رایانه و یک کارت گرافیک، می‌توانست به عنوان یک فرستنده آنالوگ یا دیجیتال تلویزیون عمل کند. در سال ۲۰۱۱، او یک شبیه‌ساز رایانه کوچک به زبان جاوااسکریپت نوشت. سخت‌افزار این رایانه شبیه‌سازی شده از یک پردازنده ۳۲بیتی، کنترل‌کننده وقفه قابل برنامه‌ریزی ۸۲۵۹ و یک کنترل‌کننده وقفه ساعت قابل برنامه‌ریزی و همچنین یک 16450 UART تشکیل شده بود. این رایانه شبیه‌سازی شده می‌توانست در یک مرورگر وب معمولی بوت شده و مورد استفاده قرار گیرد. فابریس در سال ۲۰۱۱، جایزه متن‌باز اوریلی را برنده شد.

## رکورد محاسبه عدد پی
در سال ۱۹۹۷، بلارد یک فرمول جدید و سریع برای محاسبه ارقام واحد عدد پی به فرم دودویی کشف کرد که این فرمول با نام فرمول بلارد شناخته می‌شود. این فرمول، یکی از گونه‌های فرمول بایلی-بوروین-پلوفی است. در دسامبر ۲۰۰۹، بلارد مدعی شد که در طول ۹۰ روز، موفق شده عدد پی را تا ۲٫۷ ترلیون مکان محاسبه کند و به این ترتیب رکورددار محاسبه این عدد شود. سایت اسلشدات در این باره نوشت: «در حالی که پیشرفت‌ها ممکن است کم به نظر برسند، اما این یک دستاورد بزرگ است، چرا که برخلاف رکوردهای قبلی که از یک ابررایانه چند میلیون دلاری استفاده می‌کردند، تنها از یک رایانه شخصی که قیمتی کمتر از ۳۰۰۰ دلار دارد استفاده شده‌است.» در ۲ آگوست ۲۰۱۰، شیگرو کوندو این رکورد را تصاحب کرد و موفق شد عدد پی را تا ۵ تریلیون رقم محاسبه کند. ماشینی که کوندو از آن استفاده کرد، یک رایانه کلاس سرور بود که از ۹۶ گیگابایت حافظه اصلی و دو پردازنده اینتل Xeon برخوردار بود.